# Martin Ursin
Hans Martin Nielsen Ursin (Akershus 26 maart 1842 – Oslo 9 maart 1916) was een Noors pianist en ook docent piano.
Deze Ursin kreeg de muziek met de paplepel ingegoten. Zijn vader Niels Ursin was organist. Martins oudere broer Fredrik Ursin was violist, die getrouwd was met de zangeres Clara Hansen. Zuster Dorthea zat ook achter de piano les te geven. Ten slotte was neef Christian Christophersen Ursin jarenlang dirigent van het orkest van het Nationaltheatret. Martin was voorts een begenadigd schaakspeler.
Zijn debuut als pianist vond plaats tijdens een concert georganiseerd door Ole Bull op 29 augustus 1861. Hij speelde toen de Fantasie on die Stumme von Portici de Auber (opus 52) van Sigismund Thalberg. Plaats van handeling was de concertzaal van de vrijmetselaarsloge van Kristiania, toenmalig Oslo. Bull was zeer waarschijnlijk de docent van Martins broer Fredrik.
Twee bekende leerlingen van Martin zijn de componist Hjalmar Borgstrøm en zangeres Kirsten Flagstad. Zo kon de laatste soms haar eigen zangstem begeleiden. Borgstrøm droeg zijn Seks klaverstykker aan hem op.